# Shannon Richardson
Shannon Guess Richardson z domu Rogers (ur. 31 sierpnia 1977) – amerykańska aktorka filmowa i telewizyjna oraz kryminalistka. 
Jako aktorka miała na koncie kilka drobnych ról telewizyjnych i filmowych w takich produkcjach jak: „Pamiętniki wampirów” (ang. The Vampire Diaries), „Franklin & Bash”, „Zamiana ciał” (oryg. The Change-Up) czy „Żywe trupy” (oryg. The Walking Dead).  
W maju 2013 r., wysłała trzy listy z rycyną do prezydenta USA Baracka Obamy i byłego burmistrza Nowego Jorku Michaela Bloomberga, za co została aresztowana w czerwcu tego samego roku. W 2014 r., została skazana na 18 lat więzienia, na mocy ugody między obroną a oskarżeniem, prowadzącej do uzyskania łagodniejszego wyroku i przyznaniu się Shannon Richardson do winy.